# 夏威夷鸭
夏威夷鸭（学名：Anas wyvilliana），是雁形目鸭科的一种鸟类。

## 特征
夏威夷鸭体重约843.42克，翼长约220毫米，嘴峰长约47.2毫米，喙宽度约15.8毫米，喙厚度约13.6毫米，跗蹠长约34毫米，尾长约69.8毫米。夏威夷鸭在其分布区内为留鸟，其栖息在开放的河流环境中，食性为杂食性。

## 分布
夏威夷群岛（考艾岛和瓦胡岛）。